# アルトミュール川
アルトミュール川（アルトミュールがわ、Altmühl）は、ドイツのバイエルン州ミッテルフランケンを流れる河川。ドナウ川の支流で、長さは230km。

## 流路
水源はアンスバッハ付近。ここから南東方向に流れ、グンツェンハウゼン北のアルトミュール湖に注ぐ。そこから山地を避けるため大きなカーブを描く。この一帯は蛇行するアルトミュール川が削った渓谷が広がり、アルトミュールタール自然公園に指定されている。
流路が直線的になるディートフルト・アン・デア・アルトミュールでライン・マイン・ドナウ運河に合流する。この運河は環境保護団体の反対があったものの、1992年に無事開通した。
最終的にケールハイムでドナウ川に合流する。

## 川沿いの市町村

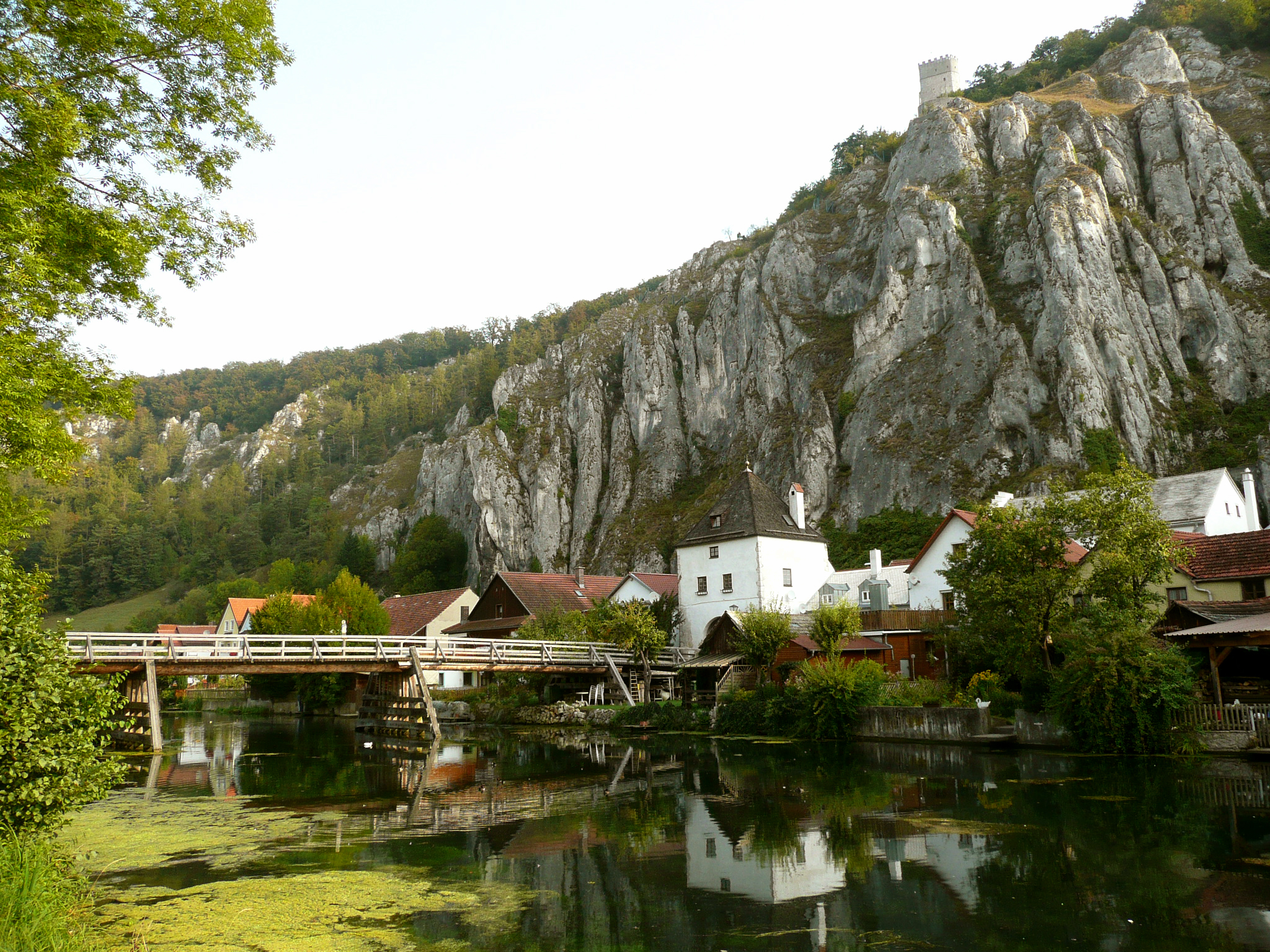
エッシングにて

- ノイシュタット・アン・デア・アイシュ＝バート・ヴィンツハイム郡
  - ブルクベルンハイム

- アンスバッハ郡
  - ヴィンデルスバッハ
  - コルムベルク
  - ロイタースハウゼン
  - アウラハ (アンスバッハ郡)
  - ヘリーデン
  - ベヒホーフェン (フランケン)
  - ブルクオーバーバッハ
  - オルンバウ

- ヴァイセンブルク＝グンツェンハウゼン郡
  - ムーア・アム・ゼー
  - グンツェンハウゼン
  - ディッテンハイム
  - タイレンホーフェン
  - マインハイム
  - アレスハイム
  - マルクト・ベロルツハイム
  - トロイヒトリンゲン
  - パッペンハイム
  - ゾルンホーフェン

- アイヒシュテット郡
  - メルンスハイム
  - ドルンシュタイン
  - アイヒシュテット
  - ヴァルティング
  - キプフェンベルク
  - キンディング
  - バイルングリース

- ノイマルクト・イン・デア・オーバープファルツ郡
  - ディートフルト・アン・デア・アルトミュール

- ケールハイム郡
  - リーデンスブルク
  - エッシング
  - ケールハイム